# Episodi di The Larry Sanders Show (sesta stagione)
La sesta stagione della serie televisiva The Larry Sanders Show è stata trasmessa in anteprima negli Stati Uniti d'America dalla HBO tra il 15 marzo 1998 e il 31 maggio 1998.
| nº | Titolo originale                     | Titolo italiano | Prima TV USA   | Prima TV Italia |
| -- | ------------------------------------ | --------------- | -------------- | --------------- |
| 1  | Another List                         |                 | 15 marzo 1998  |                 |
| 2  | The Beginning of the End             |                 | 22 marzo 1998  |                 |
| 3  | As My Career Lay Dying               |                 | 29 marzo 1998  |                 |
| 4  | Pilots and Pens Lost                 |                 | 5 aprile 1998  |                 |
| 5  | The Interview                        |                 | 12 aprile 1998 |                 |
| 6  | Adolf Hankler                        |                 | 19 aprile 1998 |                 |
| 7  | Beverly's Secret                     |                 | 26 aprile 1998 |                 |
| 8  | I Buried Sid                         |                 | 3 maggio 1998  |                 |
| 9  | Just the Perfect Blendship           |                 | 10 maggio 1998 |                 |
| 10 | Putting the 'Gay' Back in Litigation |                 | 17 maggio 1998 |                 |
| 11 | Flip                                 |                 | 31 maggio 1998 |                 |